# Louis de Guyenne
Pour les articles homonymes, voir Louis de France.
Titres
Dauphin de Viennois
13 janvier 1401 – 18 décembre 1415
(14 ans, 11 mois et 5 jours)
Duc de Guyenne
14 janvier 1401 – 18 décembre 1415
(14 ans, 11 mois et 4 jours)
Louis de France, duc de Guyenne, né le 22 janvier 1397 et mort le 18 décembre 1415, est le fils de Charles VI, roi de France, et d'Isabeau de Bavière. Troisième dauphin de France du règne de Charles VI, il prend le parti des Armagnacs puis des Bourguignons durant la guerre civile entre Armagnacs et Bourguignons. Son frère cadet Jean de Touraine lui succède comme dauphin.

## Biographie
Louis de France est né le 22 janvier 1397 à l'Hôtel Saint-Pol à Paris. Il est baptisé le 23 janvier 1397 en l'église Saint-Paul à Paris par Jean de Norry, archevêque de Vienne.
Il est fait duc de Guyenne en 1401, duché érigé en pairie. En 1412, il reçoit aussi le titre de comte de Mortain.
Le 31 août 1404, il est promis en mariage à Marguerite de Bourgogne, fille aînée de Jean sans Peur.
Le 31 décembre 1409, malgré son très jeune âge, il est nommé chef du Conseil du Roi, du fait de l'incapacité de son père, atteint de démence. Sa mère Isabeau de Bavière et son beau-père Jean sans Peur sont toutefois les vrais dirigeants du Conseil.
Il apparaît véritablement sur la scène politique en 1413 au moment de la révolte cabochienne. Exerçant nominalement le pouvoir au nom de son père toujours malade, il doit faire face au soulèvement d'une partie des Parisiens menés par les bouchers de Simon Caboche, agent du parti Bourguignon.
Lors de l'émeute du 27 avril 1413, la foule parisienne vient réclamer sous ses fenêtres les têtes des « traîtres », en premier lieu celle de Pierre des Essarts.
Le dauphin réplique qu'il n'y a pas de traître chez lui, mais il doit finalement céder et une liste de cinquante personnes à châtier est lue sous la pression des émeutiers par son chancelier Jean Jouvenel des Ursins.
Furieux, Louis se plaint de cet affront au véritable instigateur de cette émeute, son beau-père le duc Jean sans Peur. Mais ce dernier étant à ce moment maître de la capitale, le dauphin est réduit à l'impuissance. Il est ainsi contraint de s'entourer de conseillers bourguignons et de laisser ceux-ci mener des massacres dans la capitale.
Quelques mois plus tard le dauphin appuie la chute des Cabochiens et le retour au pouvoir du parti des Armagnacs. Ces derniers instituent une répression féroce à l'égard de tous les sympathisants bourguignons, à tel point que Louis se retrouve à nouveau le jouet des évènements. Presque prisonnier au Louvre, il écrit à Jean sans Peur à l'hiver 1413 pour lui demander de l'aide mais le duc de Bourgogne ne peut rentrer dans la capitale.
Après la Paix d'Arras du 4 septembre 1414, alors que sur ordre de Louis de Guyenne les mots Bourguignons et Armagnacs étaient bannis du royaume - il était formellement interdit de les prononcer - Arthur de Richemont, confirmé dans son rôle de chef du parti Armagnac en Bretagne, regagne Paris en octobre 1414. Louis de Guyenne l'apprécie, aussi il reçoit les terres de Jean II de Parthenay-l'Archevêque, coupable aux yeux du roi d'avoir épousé la cause des Bourguignons au siège d'Arras.
Il meurt soudainement le 18 décembre 1415 à dix-huit ans quelques semaines après la bataille d'Azincourt où il n'était pas présent. D'aucuns prétendent qu'il fut empoisonné par les Armagnacs alors que d'autres s'accordaient pour attribuer la cause de son décès à une dysenterie. Son frère cadet Jean de Touraine lui succède comme dauphin de Viennois.
Il est inhumé derrière l'ancien chœur de Notre-Dame de Paris. Son tombeau a été découvert lors de la restauration du chœur, en 1699. Dans un cercueil de plomb, un autre cercueil de bois ne contenant que des cendres, est alors mis au jour.
Sa veuve Marguerite de Bourgogne se remarie à Dijon le 10 octobre 1423 avec Arthur de Richemont, futur duc Arthur III de Bretagne.

## Le mécène et amateur d'art
Au cours de sa courte vie, le prince parvient à commander de nombreuses œuvres d'art aux artistes de son époque, à l'occasion de la constitution de son hôtel particulier ainsi que pour sa chapelle privée. Outre des pièces d'orfèvrerie et de tissus, Louis de Guyenne est le commanditaire d'un bréviaire enluminé par certains des plus grands artistes de l'époque (Bibliothèque de Châteauroux), un missel (Bibliothèque Mazarine, ms. 406, inachevé), un recueil de comédies de Térence et certains historiens de l'art voient en lui le commanditaire des heures dites de Bedford.

## Armoiries
| Blason | Blasonnement : Écartelé au 1 et 4 d'azur à trois fleurs de lys d'or et au 2 et 3 d'or à un dauphin d'azur, crêté, barbé, loré, peautré et oreillé de gueules Commentaires : Le dauphin est l'héritier du trône, aîné des fils du roi. |